# Boheems-Moravische kroon
De Boheems-Moravische kroon (Tsjechisch: koruna) was de munteenheid van het Protectoraat Bohemen en Moravië van 1939 tot 1945. Eén kroon was verdeeld in honderd heller (Tsjechisch: haléř).
Na de Duitse bezetting van Tsjechië in 1939 werd de Tsjecho-Slowaakse kroon vervangen door de Boheems-Moravische kroon, tegen een koers van 1 op 1. Tegenover de Duitse Reichsmark gold een vaste wisselkoers van 1 Reichsmark = 10 kronen.
In 1939 en 1940 werden de Tsjecho-Slowaakse bankbiljetten van 1 kroon en 5 kronen voorzien van een opdruk met de naam van het Protectoraat. In 1940 werden nieuwe bankbiljetten uitgebracht van 1, 5, 50 en 100 kronen, in 1942 bankbiljetten van 10 kronen, en in 1944 van 20 kronen.
De Tsjecho-Slowaakse bankbiljetten van 5000 kronen werden in 1943 voorzien van een opdruk van het Protectoraat, gevolgd door nieuwe biljetten in 1944.
In 1945 werd de Boheems-Moravische kroon weer vervangen door de Tsjecho-Slowaakse kroon tegen een koers van 1 op 1.